# Podlesie (Kozłów)
Podlesie – część wsi Kozłów w Polsce, położona w województwie śląskim, w powiecie gliwickim, w gminie Sośnicowice.
W latach 1975–1998 Podlesie administracyjnie należało do województwa katowickiego.